# IC 951
IC 951 је спирална галаксија у сазвјежђу Велики медвјед која се налази на листи објеката дубоког неба у Индекс каталогу.
Деклинација објекта је + 50° 58' 40" а ректасцензија 13h 51m 47,2s. Привидна величина (магнитуда) објекта IC 951 износи 13,5 а фотографска магнитуда 14,2. IC 951 је још познат и под ознакама UGC 8775, MCG 9-23-12, CGCG 272-11, PGC 49215.